# Aeroportul Internațional Al Maktoum
Aeroportul Internațional Al Maktoum (IATA: DWC, ICAO: OMDW) este un aeroport din Jebel Ali⁠(d), Emiratul Dubai, Emiratele Arabe Unite ce deservește zona Dubai. Aeroportul a fost tranzitat în 2022 de 651.826 de pasageri. A fost deschis în 27 iunie 2010.
Situat la o altitudine de 52 m, aeroportul dispune de 2 piste. Este operat de Dubai Airports Company⁠(d).

## Infrastructură

### Piste
Aeroportul dispune de 2 piste. Pista are orientarea 12/30.Pista are orientarea 13/31.

### Terminale
Aerogara are în componență 1 terminal, Al Maktoum Airport Cargo Gateway⁠(d). 